# NGC 2544
NGC 2544 est une galaxie spirale barrée située dans la constellation de la Girafe. NGC 2544 a été découverte par l'astronome américain Lewis Swift en 1885.

## Caractéristiques
Sa vitesse par rapport au fond diffus cosmologique est de 2 856 ± 17 km/s, ce qui correspond à une distance de Hubble de 42,1 ± 3,0 Mpc (∼137 millions d'al).
À ce jour, quatre mesures non basées sur le décalage vers le rouge (redshift) donnent une distance de 41,150 ± 0,794 Mpc (∼134 millions d'al), ce qui est à l'intérieur des valeurs de la distance de Hubble.
NGC 2544 est une galaxie à sursaut de formation d'étoiles et elle présente une large raie HI. C'est aussi une galaxie dont le noyau brille dans le domaine de l'ultraviolet. Elle est inscrite dans le catalogue de Markarian sous la cote Mrk 87 (MK 87).